# Rue des Prémontrés
Plusieurs villes ou communes possèdent une rue des Prémontrés (ou encore un autre type de voirie). Cet odonyme fait référence à l'Ordre religieux des Chanoines réguliers de Prémontré (également appelés 'Norbertins'), fondé  au XIIe siècle par saint Norbert de Xanten. Il est probable que les religieux avaient une résidence ou paroisse dans la rue ainsi nommée.   

## EnBelgique
- Rue des Prémontrés (‘Norbertijnenstraat’), à Anvers
- Avenue des Prémontrés (Norbertijnenlaan), à Heers
- Rue des Prémontrés, à Liège

## AuCanada(Québec)
- Rue des Prémontrés, à Saint-Constant

## EnFrance
- Rue des Prémontrés, à Amiens
- Rue des Prémontrés, à Caen
- Rue des Prémontrés, à Falaise (Calvados)
- Rue des Prémontrés, à Haguenau (Bas-Rhin)
- Rue des Prémontrés, à Metz

## AuxPays-Bas
- Rue des Prémontrés (‘Norbertijnenstraat), à Arnhem
- Rue du Prémontré (‘Norbertijnerstraat’), à Elshout (Brabant septentrional)
- Rue des Prémontrés (‘Norbertijnenstraat’), à Geleen
- Rue des Prémontrés (‘Norbertijnenstraat’), à Simpelveld